# Automotrice FS ALn 668.3300
Le automotrici FS ALn 668.3300, note anche come ALn 668 serie 3300, fanno parte della terza generazione del gruppo ALn 668, costituita in ordine cronologico dalle serie 1900, 1000, 1200, 3000, 3100 e 3300.

## Costruzione
La nascita della serie 3300 fu determinata dalle esigenze delle automotrici del deposito locomotive di Sulmona che dovevano operare su linee caratterizzate da un profilo difficile con pendenze fino al 35 mm/m, sulle quali le pur ottime ALn 668.1200, costrette a una velocità di impostazione di 35 km/h sui tratti più acclivi, non avevano apportato sostanziali passi avanti sui tempi di percorrenza delle serie precedenti.

Per superare questa limitazione si pensò a una macchina con motori sovralimentati, più idonei di quelli ad aspirazione naturale alle quote altimetriche raggiunte, e un rapporto di trasmissione più adatto alle caratteristiche delle linee, ipotizzando inizialmente di trasformare tutte le 42 unità della serie ALn 668.1900 adottando in sede di revisione generale un rapporto più corto e ritarandone i motori a 170 kW, come per altro già programmato.

Giudicando l'intervento troppo oneroso fu tuttavia preferito modificare in sede di costruzione quaranta macchine ordinate inizialmente nella serie ALn 668.3100, dotandole di un rapporto da montagna leggermente più lungo rispetto alle ALn 668.1200 (2,64 invece di 2,67), ottenendo una velocità massima effettiva di poco superiore (118 km/h invece di 114).
La serie 3300, ricavata dalla 3100 con una variante d'ordine del 1981, comprende quaranta unità tutte costruite dalla FIAT Ferroviaria Savigliano, consegnate alle Ferrovie dello Stato tra il 1982 e il 1983 con la numerazione ALn 668.3301-3340.

## Caratteristiche
Le ALn 668.3300 hanno una capacità di 68 posti a sedere, di cui 8 di prima classe, e sono mosse da due motori Diesel con potenza di taratura di 170 kW ciascuno, alimentati da un serbatoio di gasolio da 0,6 m³ che consente un'autonomia di circa 600 km; il rapporto di trasmissione al ponte invertitore di marcia permette una velocità massima di 110 km/h.
Sono atte al comando multiplo in tripla trazione esclusivamente tra di loro e non possono essere pilotate dalle rimorchiate Ln 664.1400, atte solo al comando multiplo in doppia.

### Differenze dalla serie 3100
Le ALn 668.3300 differiscono dalla serie 3100 per il rapporto di trasmissione al ponte invertitore, ottimizzato per le forti pendenze delle linee afferenti al deposito locomotive di Sulmona. Di conseguenza la velocità massima consentita scende da 130 a 120 km/h.

### Motore e trasmissione
| Motore e accessori         | Motore e accessori                  | Trasmissione                      | Trasmissione             |
| -------------------------- | ----------------------------------- | --------------------------------- | ------------------------ |
| Motore IVECO 8217.32.033   | ciclo Diesel                        | Diametro giunto idraulico         | 500 mm                   |
| Numero cilindri            | 6                                   | Frizione                          | bidisco a secco          |
| Alesaggio                  | 137 mm                              | Cambio                            | FIAT meccanico a 5 marce |
| Corsa                      | 156 mm                              | Rapporti di velocità del cambio   | 5,37 in 1ª marcia        |
| Cilindrata                 | 13,798 dm³                          | Rapporti di velocità del cambio   | 3,40 in 2ª marcia        |
| Assetto                    | inclinato di 3° sull'orizzontale    | Rapporti di velocità del cambio   | 2,01 in 3ª marcia        |
| Potenza nominale UIC       | 206 kW a 2 000 giri/min             | Rapporti di velocità del cambio   | 1,27 in 4ª marcia        |
| Potenza di taratura FS     | 170 kW a 1 850 giri/min             | Rapporti di velocità del cambio   | 1,00 in 5ª marcia        |
| Regime minimo di rotazione | 650 giri/min                        | Rapporto di trasmissione al ponte | 2,64                     |
| Alimentazione aria         | con turbosoffiante Holset           |                                   |                          |
| Alimentazione gasolio      | serbatoio da 600 dm³ (in due parti) |                                   |                          |
| Comando ventola radiatore  | idrostatico                         |                                   |                          |
| Generatore elettrico       | alternatore da 2,4 kW a 24 V        |                                   |                          |
| Tipo compressore aria      | AC.75ZB                             |                                   |                          |

## Modifiche e sperimentazioni
Negli ultimi mesi del 1983 furono montati sulla ALn 668.3333 i vomeri spartineve già installati sperimentalmente sulla ALn 668.1242 del deposito locomotive di Sulmona, per proseguire con un mezzo più potente le prove che nell'inverno precedente non avevano dato risultati pienamente soddisfacenti in presenza di masse di nevi consistenti.
Dopo l'esito positivo della sperimentazione, le ALn 668.3300 del DL di Sulmona furono progressivamente dotate dei vomeri spartineve a partire dall'autunno 1984, adottando la soluzione di applicarli su entrambe le testate delle macchine destinate a viaggiare prevalentemente isolate e su una sola estremità delle macchine destinate a viaggiare quasi sempre in coppia
| a                                                                   | 19[a] | 40 | 40 |
| Totale                                                              | 19[a] | 40 | 40 |
| a. In costruzione ulteriori 21 unità preassegnate al DL di Sulmona. |       |    |    |

### Principali servizi
Le ALn 668.3300 del DL di Sulmona operano a partire dall'autunno 1982 su linee caratterizzate prevalentemente da profili plano-altimetrici difficili, svolgendo i principali servizi:
- sulla Sulmona-L'Aquila-Rieti-Terni (164 km, con pendenze di 35 mm/m nel tratto compreso tra le stazioni di Sassa e Antrodoco);
- sulla Ferrovia Avezzano-Roccasecca giungendo fino a Cassino (96 km da Avezzano a Cassino);
- sulla Sulmona-Roccaraso-Castel di Sangro-Carpinone-Isernia (129 km, con la stazione di Rivisondoli-Pescocostanzo posta alla quota di 1 268 m s.l.m., seconda in Italia dopo quella di Brennero);
- sulla Giulianova-Teramo (26 km), con un'automotrice distaccata nella rimessa locomotive di Giulianova, sostituita ogni due settimane.

## Modelli derivati per le ferrovie in concessione
Benché alcune ALn 668 per le ferrovie in concessione siano coeve alla serie 3300, la casa costruttrice non considera nessuna di esse come derivata da questa serie in quanto non equipaggiata col comando multiplo per la tripla trazione.

## Unità preservate per il parco storico
Le ALn 668.3308 e 3319 sono state rilevate dalla Fondazione FS Italiane per l'utilizzo nell'ambito dei treni storici, riportandole nella loro colorazione originale «grigio azzurro-beige pergamena», modificandone il sistema di alimentazione da gasolio a GNL e BioGNL, al fine di abbattere il livello di emissioni in CO2 del 20%, sulla base di un progetto sostenuto dalla Fondazione FS in collaborazione con Snam e Hitachi Rail per la mobilità sostenibile.